# Rockfour
Rockfour (hebräisch רוקפור) ist eine israelische Band, die 1988 in Cholon gegründet wurde. Die Band ist von ihrem Musikstil dem Neo-Psychedelic Rock zuzuordnen. Die meisten Stücke sind in englischer Sprache verfasst.

## Geschichte
Die ersten Musikstücke von Rockfour waren in Hebräisch verfasst, wie zum Beispiel die 1991 veröffentlichte Single HaKa’as, die vom Publikum in Israel gut aufgenommen wurde und den Eingang in die Israelischen Rock Charts fand.
Nachdem die Band verschiedene Stil- und Besetzungsänderungen vorgenommen hatte, fand sie schließlich 1995 mit ihrem zweiten Studioalbum Ha'ish Shera'a Hakol (zu deutsch: Der Mann, der alles sah) zu ihrem eigenen Stil, dem sie bis heute weitestgehend treu geblieben ist. Die Musik dieses Albums basierte hauptsächlich auf dem Psychedelic Rock der 1960er Jahre, was durch den Einsatz von gebrauchten Vintage-Instrumenten und Aufnahmegerät noch unterstrichen wurde. Zu dem Album wurden sechs Musikvideos gedreht. Alle waren in Amateurvintagefilmausschnitten gehalten, ergänzt durch Filmmaterial der Band in gleichem Stil. Obwohl Rockfour zu diesem Zeitpunkt nicht sehr bekannt waren steigerte sich ihr Ansehen mit diesem Album zusehends, bis es schließlich, vor allem bei den jüngeren Kritikern, als das beste hebräischsprachige Rockalbum auf dem Markt galt. Jahre später erhielt die Band mit 20.000 verkauften Kopien die Goldene Schallplatte.
Gegen Ende der neunziger Jahre begann Rockfour auch Texte in Englisch zu verfassen. In dieser Zeit entstand ein Studioalbum mit Coverversionen verschiedener israelischer Rocksongs; beispielsweise von Shalom Hanoch, Arik Einstein und Behazara L'shablul. Obwohl das Groß der Songs in der psychodelischen Phase der Band und in dem typischen Neo-Psychodelic-Stil geschrieben wurden gelten Alben aus dieser Zeit, wie Shablul, zu den geradlinigsten und unkompliziertesten der Band. 1999 verabschiedeten sich Rockfour mit dem Live-Album Behofa'a von der hebräischen Sprache. Auf dem Album spielten sie sowohl neue, wie auch ältere Stücke, begleitet von einem Streichorchester. Der letzte Song des Albums ist mit Mesibat Siyum betitelt, was so viel wie Abschlussparty bedeutet.

## Diskografie

### Studio-Alben
Hebräisch
- 1991: Resheth Parparim (Butterfly Net)
- 1995: Ha'ish Shera'a Hakol (The Man Who Saw Everything)
- 1996: Behazara L'shablul (Shablul Revisited)
- 2010: Haolam Hamufla
- 2020: ארץ עיר

Englisch
- 2000: Supermarket
- 2001: One Fantastic Day
- 2004: Nationwide
- 2007: Memories of the Never Happened
- 2013: Too Many Organs

### Andere Veröffentlichungen
Hebräisch
- 1999: Rockfour Behofa'a (Live)

Englisch
- 2001: Another Beginning (Compilation englischsprachiger Stücke von Supermarket und One Fantastic Day)
- 2003: For Fans Only! (B-Seiten, Covers und unveröffentlichte Stücke)

### Singles (Auswahl)
- 1991: הכעס
- 1991: שוב לא שקט
- 1995: חור בלבנה